# Portaequipajes

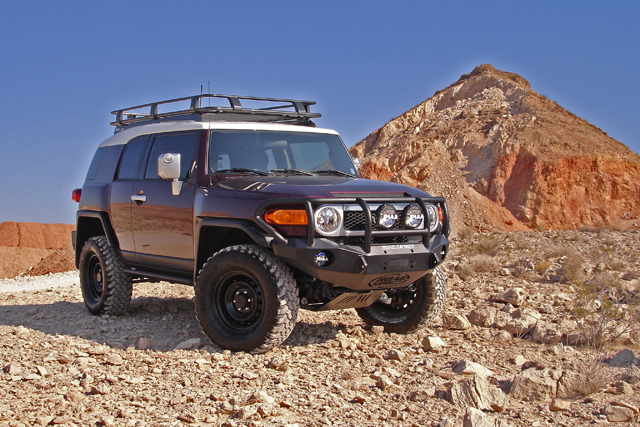
Portaequipajes sobre vehículo 4x4.

El portaequipaje o portaequipajes, también conocido como baca (España), y parrilla (partes de Hispanoamérica), es un sistema de barras transversales o longitudinales que se coloca sobre el techo de un vehículo para llevar carga.
El portaequipajes se debe utilizar para objetos que no se puedan llevar en el interior del vehículo, ya que tiene bastantes desventajas:
- Eleva el centro de gravedad del vehículo, haciéndolo más inestable.
- Es necesario sujetar bien todo el equipaje.
- Perjudica mucho la aerodinámica (incluso si no llevan carga), aumentando su resistencia al viento y, por tanto, supone un aumento del consumo de carburante.[4]

Algunas versiones se montan en la parte trasera en lugar de en el techo; éstas ofrecen menos resistencia al viento y la estabilidad es mejor por el centro de gravedad más bajo y ser menos sensible al viento lateral. A pesar de esto, al principio estos modelos eran ilegales porque la normativa no contemplaba que ningún objeto sobresaliese de la planta del vehículo al ser visto desde arriba.
A veces un remolque es una alternativa más apropiada. 
Paradójicamente, es mucho más habitual que los portaequipajes se incluyan de serie en vehículos como furgonetas y familiares, que son los que menos uso les van a dar porque ya tienen maletero voluminosos; en vez de coches más pequeños.
Existen portaequipajes específicos para esquíes, bicicletas, e incluso un sistema fijado sobre la bola de remolque para motocicletas. Hay también cofres con formas suaves que perjudican menos la aerodinámica. Sin embargo, aumentan bastante la resistencia en comparación con no llevarlos. Además, ocupan mucho más volumen, pesan más y al tener un volumen fijo son menos versátiles.

## Aviones
Algunos aviones como el Antonov An-225 o el Shuttle Carrier Aircraft permiten llevar carga en el exterior de su fuselaje. El Antonov posee un cofre similar al utilizado en el techo de los coches para mejorar la aerodinámica de la carga. Se consideró transportar las alas del Airbus A380 en un avión mediante este sistema, antes de ensamblarlas en su destino. En la pruebas de túnel de viento se comprobó que no era muy seguro y finalmente las alas se transportaron en barco.